# Liga de Campeones de la EHF 1993-94
La Liga de Campeones de la EHF 1993/94 fue la primera edición con este nombre. La ganó el Club Balonmano Cantabria (entonces conocido como TEKA Santander), que había ganado la Copa EHF la pasada temporada, en la final se encontró con el sorprendente ABC Braga, que se convirtió en el primer equipo portugués en llegar a una final continental.

## Ronda preliminar
29 de agosto, 4 y 11 de octubre de 1993 (ida) - 4, 5 y 12 de octubre de 1993 (vuelta)
| Equipo 1           | Agr.    | Equipo 2              | Ida     | Vuelta  |
| ------------------ | ------- | --------------------- | ------- | ------- |
| Pelister Bitola    | 46 - 51 | Celje Pivovarna Laško | 22 - 23 | 24 - 28 |
| SKA Minsk          | 53 - 47 | Kehra Tallinn         | 33 - 21 | 20 - 26 |
| Shevardeni Tbilisi | 32 - 42 | Tatran Prešov         | 12 - 17 | 20 - 25 |

## Primera ronda
25 y 26 de septiembre de 1993 (ida) - 1, 2 y 3 de octubre de 1993 (vuelta)
| Equipo 1                | Agr.    | Equipo 2                | Ida     | Vuelta  |
| ----------------------- | ------- | ----------------------- | ------- | ------- |
| Jskra Ceresit Kielce    | 62 - 42 | Ionikos Nea Filadelfeia | 32 - 20 | 30 - 22 |
| SG Wallau-Massenheim    | 68 - 24 | CHEV Diekirch           | 34 - 10 | 34 - 14 |
| Redbergslids Gothenburg | 34 - 38 | Celje Pivovarna Lasko   | 23 - 21 | 11 - 17 |
| Ankara Spor             | 37 - 38 | Borba Lucerne           | 18 - 17 | 19 - 21 |
| Académico BC Braga      | 43 - 27 | Initia Hasselt          | 26 - 13 | 17 - 14 |
| Nova Saint Petersburg   | 45 - 52 | Hapoel Rishon LeZion    | 25 - 29 | 20 - 23 |
| Strovolou Nicosia       | 35 - 70 | Veszprém SE             | 17 - 33 | 18 - 37 |
| HV Sittardia            | 35 - 59 | TEKA Santander          | 15 - 32 | 20 - 27 |
| Tatra Kopřivnice        | 41 - 45 | Valur Reykjavik         | 23 - 23 | 18 - 22 |
| KIF Kolding             | 48 - 56 | Sandefjord TIF          | 25 - 25 | 23 - 31 |
| Drumso Dicken Espoo     | 50 - 32 | Vestmanna IF            | 28 - 16 | 22 - 17 |
| Badel 1862 Zagreb       | 48 - 41 | Granitas Kaunas         | 27 - 19 | 21 - 22 |
| SKA Minsk               | 55 - 45 | Belasitsa Petrich       | 32 - 16 | 23 - 29 |
| U.S.A.M Nîmes           | 40 - 31 | Tatran Prešov           | 22 - 16 | 18 - 15 |
| Principe Trieste        | 34 - 36 | UHK West Wien           | 21 - 17 | 13 - 18 |
| Medveščak Zagreb        | 53 - 45 | ZTR Zaporozhye          | 28 - 19 | 25 - 26 |

## Octavos
30 y 31 de octubre y 5 y 6 de noviembre de 1993 (ida) - 5, 6 y 7 de noviembre de 1993 (vuelta)
| Equipo 1              | Agr.        | Equipo 2             | Ida     | Vuelta  |
| --------------------- | ----------- | -------------------- | ------- | ------- |
| Jskra Ceresit Kielce  | 48 - 66     | SG Wallau-Massenheim | 23 - 34 | 25 - 32 |
| Celje Pivovarna Lasko | 51 - 30     | Borba Lucerne        | 27 - 11 | 24 - 19 |
| ABC Braga             | 58 - 51     | Hapoel Rishon LeZion | 28 - 22 | 30 - 31 |
| Veszprém SE           | 42 - 48     | TEKA Santander       | 26 - 23 | 16 - 25 |
| Valur Reykjavík       | 46 - 46 (a) | Sandefjord TIF       | 25 - 22 | 21 - 24 |
| Drumso Dicken Espoo   | 53 - 66     | Badel 1862 Zagreb    | 26 - 24 | 27 - 42 |
| SKA Minsk             | 37 - 57     | U.S.A.M Nîmes        | 15 - 31 | 22 - 26 |
| UHK West Wien         | 39 - 38     | Medveščak Zagreb     | 23 - 20 | 16 - 18 |

## Fase de grupos

### Grupo A
| Equipo            | Pts | PJ | PG | PE | PP | GF  | GC  | Dif |
| ----------------- | --- | -- | -- | -- | -- | --- | --- | --- |
| ABC Braga         | 8   | 6  | 3  | 2  | 1  | 139 | 135 | +4  |
| U.S.A.M Nîmes     | 7   | 6  | 2  | 3  | 1  | 142 | 135 | +7  |
| Sandefjord TIF    | 7   | 6  | 3  | 1  | 2  | 146 | 145 | +1  |
| Badel 1862 Zagreb | 2   | 6  | 0  | 2  | 4  | 135 | 147 | -12 |

| Fecha      | Lugar      | Local             | Resultado | Visitante         |
| ---------- | ---------- | ----------------- | --------- | ----------------- |
| 18-01-1994 | Nimes      | U.S.A.M Nîmes     | 25-22     | Badel 1862 Zagreb |
| 19-01-1994 | Sandefjord | Sandefjord HK     | 28-18     | ABC Braga         |
| 25-01-1994 | Zagreb     | Badel 1862 Zagreb | 29-29     | Sandefjord HK     |
| 26-01-1994 | Braga      | ABC Braga         | 26-26     | U.S.A.M Nîmes     |
| 01-02-1994 | Nimes      | U.S.A.M Nîmes     | 26-20     | Sandefjord HK     |
| 02-02-1994 | Braga      | ABC Braga         | 24-19     | Badel 1862 Zagreb |
| 02-02-1994 | Nimes      | U.S.A.M Nîmes     | 22-22     | ABC Braga         |
| 9-02-1994  | Sandefjord | Sandefjord HK     | 25-24     | Badel 1862 Zagreb |
| 23-03-1994 | Braga      | ABC Braga         | 28-22     | Sandefjord HK     |
| 24-03-1994 | Zagreb     | Badel 1862 Zagreb | 23-23     | U.S.A.M Nîmes     |
| 06-04-1994 | Zagreb     | Badel 1862 Zagreb | 18-21     | ABC Braga         |
| 06-04-1994 | Sandefjord | Sandefjord HK     | 22-20     | U.S.A.M Nîmes     |

### Grupo B
| Equipo                | Pts | PJ | PG | PE | PP | GF  | GC  | Dif |
| --------------------- | --- | -- | -- | -- | -- | --- | --- | --- |
| TEKA Santander        | 8   | 6  | 4  | 0  | 2  | 136 | 136 | 0   |
| SG Wallau-Massenheim  | 6   | 6  | 3  | 0  | 3  | 128 | 127 | +1  |
| UHK West Wien         | 6   | 6  | 3  | 0  | 3  | 116 | 121 | -5  |
| Celje Pivovarna Lasko | 4   | 6  | 2  | 0  | 4  | 120 | 116 | 4   |

| Fecha      | Lugar             | Local                 | Resultado | Visitante             |
| ---------- | ----------------- | --------------------- | --------- | --------------------- |
| 19-01-1994 | Celje             | Celje Pivovarna Lasko | 19-21     | TEKA Santander        |
| 19-01-1994 | Wien              | UHK West Wien         | 20-19     | SG Wallau-Massenheim  |
| 26-01-1994 | Santander         | TEKA Santander        | 21-17     | UHK West Wien         |
| 30-01-1994 | Hofheim am Taunus | SG Wallau-Massenheim  | 23-18     | Celje Pivovarna Lasko |
| 02-02-1994 | Hofheim am Taunus | SG Wallau-Massenheim  | 30-23     | TEKA Santander        |
| 02-02-1994 | Celje             | Celje Pivovarna Lasko | 24-18     | UHK West Wien         |
| 09-02-1994 | Wien              | UHK West Wien         | 28-23     | TEKA Santander        |
| 13-02-1994 | Celje             | Celje Pivovarna Lasko | 23-16     | SG Wallau-Massenheim  |
| 20-03-1994 | Hofheim am Taunus | SG Wallau-Massenheim  | 17-15     | UHK West Wien         |
| 23-03-1994 | Santander         | TEKA Santander        | 20-19     | Celje Pivovarna Lasko |
| 06-04-1994 | Wien              | UHK West Wien         | 18-17     | Celje Pivovarna Lasko |
| 06-04-1994 | Santander         | TEKA Santander        | 28-23     | SG Wallau-Massenheim  |

## Final
| Equipo 1  | Agr.    | Equipo 2       | Ida     | Vuelta  |
| --------- | ------- | -------------- | ------- | ------- |
| ABC Braga | 43 - 45 | TEKA Santander | 22 - 22 | 21 - 23 |

### ABC Braga - TEKA Santander
| 23 de abril de 1994 | ABC Braga            | 22:22 (9:8) | TEKA Santander      | Pavilhão Flávio Sá Leite, Braga                                                               |                                                                                               |
|                     | Vladimir Bolotskin 6 |             | Mikail Jakimovich 7 | Asistencia: 2.000 espectadores Árbitro(s): Svein Olav Oie (Noruega) y Bjorn Hogsnes (Noruega) | Asistencia: 2.000 espectadores Árbitro(s): Svein Olav Oie (Noruega) y Bjorn Hogsnes (Noruega) |

| 30 de abril de 1994 | TEKA Santander   | 23:21 (11:11) | ABC Braga     | Pabellón de La Albericia, Santander                                                   |                                                                                       |
|                     | Javier Cabanas 6 |               | Rui Almeida 4 | Asistencia: 3.000 espectadores Árbitro(s): Fritz Rudin (Suiza) y Roger Schill (Suiza) | Asistencia: 3.000 espectadores Árbitro(s): Fritz Rudin (Suiza) y Roger Schill (Suiza) |